# Шорили (Кјети)
Шорили (итал. Sciorilli) је насеље у Италији у округу Кјети, региону Абруцо.
Према процени из 2011. у насељу је живело 164 становника. Насеље се налази на надморској висини од 497 м.